# Жжёнка (алкогольный напиток)
Жжёнка — напиток типа пунша, готовится из алкоголя, фруктов и жжёного сахара путём плавления.

## Особенности приготовления
В период расцвета дворянских клубов в конце XVIII века был известен самый распространённый рецепт клубной жжёнки: шампанское, ром, сотерн, сахар, ананас. Жжёнка кипятится как и пунш, но отличие состоит в том, что сахар заранее не смешивается с компонентами, а вводится в последнюю очередь: в кипящую смесь алкоголей в виде карамелизированного (жжёного) продукта, сгорающего в парах рома. Соотношение алкогольных напитков в жжёнке: две бутылки шампанского, одна бутылка рома (им поливают плавящийся сахар), одна бутылка сотерна (сладкое вино ликёрного типа).

## История распространения
Напиток получил популярность среди богатых студентов в начале XIX века в Европе, в России распространился после Отечественной войны 1812-14 годов.
Другие виды жжёнки, отличающиеся пропорциями и количеством компонентов известны под названиями: карамболь, золотое руно, гаудеамус, буршенгетрэнк, чёртов напиток.
За своеобразный вкус, «сногсшибающее действие» и зрелищность подачи жжёнка была любима гусарами. С жжёнкой был связан такой важнейший ритуал, как принятие в гусарские (а позднее — и в уланские) полки новых корнетов. Когда старшие товарищи уже присмотрелись к новобранцу и признали его «своим», проводилось праздничное застолье. В самом конце вечера в комнате тушились свечи, и пожилой офицер устанавливал на огромный чан с горячим вином две перекрещенные сабли. На них укладывалась сахарная голова, которую щедро обливали ромом и поджигали. Когда весь сахар сгорал и стекал в напиток, его тушили шампанским.

## В литературе
В «Бесприданнице» Островского герои Паратов и Лариса Огудалова отправляются на пароход пить именно жжёнку:
"Сергей Сергеич, мы нынче вечером прогулочку сочиним за Волгу. На одном катере цыгане, на другом мы; приедем, усядемся на коврике, жженку сварим".
Многие, кто мог позволить себе ром и сахар, варили напиток на дружеских вечерах: 
«На другой день болит голова, тошно. Это, очевидно, от жженки — смесь! И тут искреннее решение впредь жженки ни когда не пить, это отрава»,
 — вспоминает А. Герцен в «Былое и думы».
Есть упоминание о жжёнке и в повести Льва Толстого «Юность». Герой её, 16-летний студент-первокурсник Николенька Иртеньев, однажды попадает в компанию, где варят этот крепкий напиток:
«…на столе оказалась большая суповая чаша со стоящей на ней десятифунтовой головкой сахару посредством трех перекрещенных студенческих шпаг».
В эту суповую чашу «влито было три бутылки шампанского по десяти рублей и десять бутылок рому по четыре рубля». При затушенных свечах сахар был облит ромом и подожжен, а потом крепкий горячий напиток разлит по стаканам. На 20 студентов, таким образом, было приготовлено около 8 литров напитка и использован кусок сахара весом более 4 кг: 
«Я выпил уже целый стакан жженки, мне налили другой, в висках у меня стучало, огонь казался багровым, кругом меня все кричало и смеялось».
На именинах Гоголя 9 мая 1840 года, куда среди прочих были приглашены Лермонтов, Загоскин, князь Вяземский, именинник «собственноручно, с особенным старанием приготовлял жженку». Сергей Аксаков, также присутствовавший на празднике, вспоминает, что Гоголь «любил брать на себя приготовление этого напитка, причем говаривал много очень забавных шуток».